# Rhodochlanis orientalis
Rhodochlanis orientalis är en insektsart som beskrevs av Loginova 1964. Rhodochlanis orientalis ingår i släktet Rhodochlanis och familjen rundbladloppor. Inga underarter finns listade i Catalogue of Life.